# Heinrich Holze
Heinrich Holze (* 13. Januar 1955) ist ein deutscher Theologe und Kirchenhistoriker.

## Leben
Er studierte als Stipendiat des Evangelischen Studienwerkes Villigst evangelische Theologie an der Kirchlichen Hochschule Bethel-Bielefeld und an den Universitäten Zürich, Münster und Göttingen (erstes und zweites Theologisches Examen der Konföderation evangelischer Kirchen in Niedersachsen, Vikariat in der Evangelisch-lutherischen Landeskirche Hannovers (1980 & 1982)). Er war Pfarrer und Wissenschaftlicher Assistent an der Theologischen Akademie Celle (1982–1985). Nach der Promotion an der Georg-August-Universität Göttingen (1985) war er wissenschaftlicher Assistent für Kirchengeschichte an der Kirchlichen Hochschule Bethel (1985–1990). Nach der Habilitation an der Kirchlichen Hochschule Bethel (1989) war er Pfarrer an St. Marien in Osnabrück (1990–1993). Er war wissenschaftlicher Referent beim Lutherischen Weltbund / Abteilung für Theologie und Studien, Genève (1993–1995). Von 1995 bis zur Emeritierung 2021 war er Professor für Kirchengeschichte an der Theologischen Fakultät der Universität Rostock. Sein Nachfolger wurde Thomas Hahn-Bruckart.
Seine Forschungsschwerpunkte sind Geschichte des frühen Mönchtums, Christentum und Gesellschaft im Hochmittelalter, theologische Ausbildung in der Frühen Neuzeit und skandinavische Kirchengeschichte.

## Schriften (Auswahl)
- Zwischen Studium und Pfarramt. Die Entstehung des Predigerseminars in den welfischen Fürstentümern zur Zeit der Aufklärung. Göttingen 1985, ISBN 3-525-55229-7.
- Erfahrung und Theologie im frühen Mönchtum. Untersuchungen zu einer Theologie des monastischen Lebens bei den ägyptischen Mönchsvätern, Johannes Cassian und Benedikt von Nursia. Göttingen 1992, ISBN 3-525-55156-8.
- Die abendländische Kirche im hohen Mittelalter (12./13. Jahrhundert). Leipzig 2003, ISBN 3-374-02047-X.
- Die Kirchen des Nordens in der Neuzeit (16.–20. Jahrhundert). Leipzig 2011, ISBN 3-374-02497-1.
- mit Otfried Czaika: Migration und Kulturtransfer im Ostseeraum während der Frühen Neuzeit. Kungliga biblioteket, Stockholm 2012, ISBN 978-91-7000-276-2
- mit Otfried Czaika und Regine Elhs (Hrsg.): Von Büchern, Schmuck und Küchenkram. Der Nachlass der schwedischen Prinzessin Elisabeth Wasa in Verzeichnissen. Böhlau, Köln 2024, ISBN 978-3-412-53049-5
- Marius Mercator. In: Biographisch-Bibliographisches Kirchenlexikon (BBKL). Band 5, Bautz, Herzberg 1993, ISBN 3-88309-043-3, Sp. 837–839 (Artikel/Artikelanfang im Internet-Archive).
- Maximilian, Märtyrer. In: Biographisch-Bibliographisches Kirchenlexikon (BBKL). Band 5, Bautz, Herzberg 1993, ISBN 3-88309-043-3, Sp. 1078–1080 (Artikel/Artikelanfang im Internet-Archive).
- Paulus von Theben. In: Biographisch-Bibliographisches Kirchenlexikon (BBKL). Band 7, Bautz, Herzberg 1994, ISBN 3-88309-048-4, Sp. 89–92 (Artikel/Artikelanfang im Internet-Archive).